# Ulica Szafarnia w Gdańsku
Ulica Szafarnia (niem. Schäferei) – ulica w Gdańsku na Długich Ogrodach.
Przebiega południkowo od Mostu Stągiewnego do Mostu Kamieniarskiego. Na całej długości ulica od zachodu prowadzi wzdłuż Nowej Motławy. Ulica ta jest najkrótszą drogą prowadzącą z Głównego Miasta na wyspę Ołowiankę.

## Historia
W dawnych wiekach istniała funkcja szafarza, czyli urzędnika, któremu powierzano pieczę nad przechowywanymi dobrami. Właśnie tu szafarz – urzędnik zakonu krzyżackiego odpowiedzialny za handel – składował dobra zakonne. Według innej wersji ulica wzięła swoją nazwę od cechu szafarzy zwanego szafarnią, zbudowanego w XV wieku. Istniały tu niegdyś spichlerze i magazyny drewna. Ulica pełniła funkcję nabrzeża przeładunkowego.
Podczas II wojny światowej zabudowa ulicy została w większości zniszczona. Przetrwał jedynie spichlerz zwany Nową Pakownią, dwa urządzenia dźwigowe ze stali i kilka pachołków cumowniczych. Po wojnie nie odbudowano historycznej zachodniej pierzei ulicy. Przez krótki okres po 1945 roku nosiła omyłkowo nazwę Owczarnia.
Przy ulicy Szafarnia ulokowano gdańską przystań jachtową.

## Obiekty
- Przystań jachtowa Marina Gdańsk
- Nowa Pakownia
- Hydroster
- Dom Pod Murzynkiem (zbudowany 1728–1735[4])

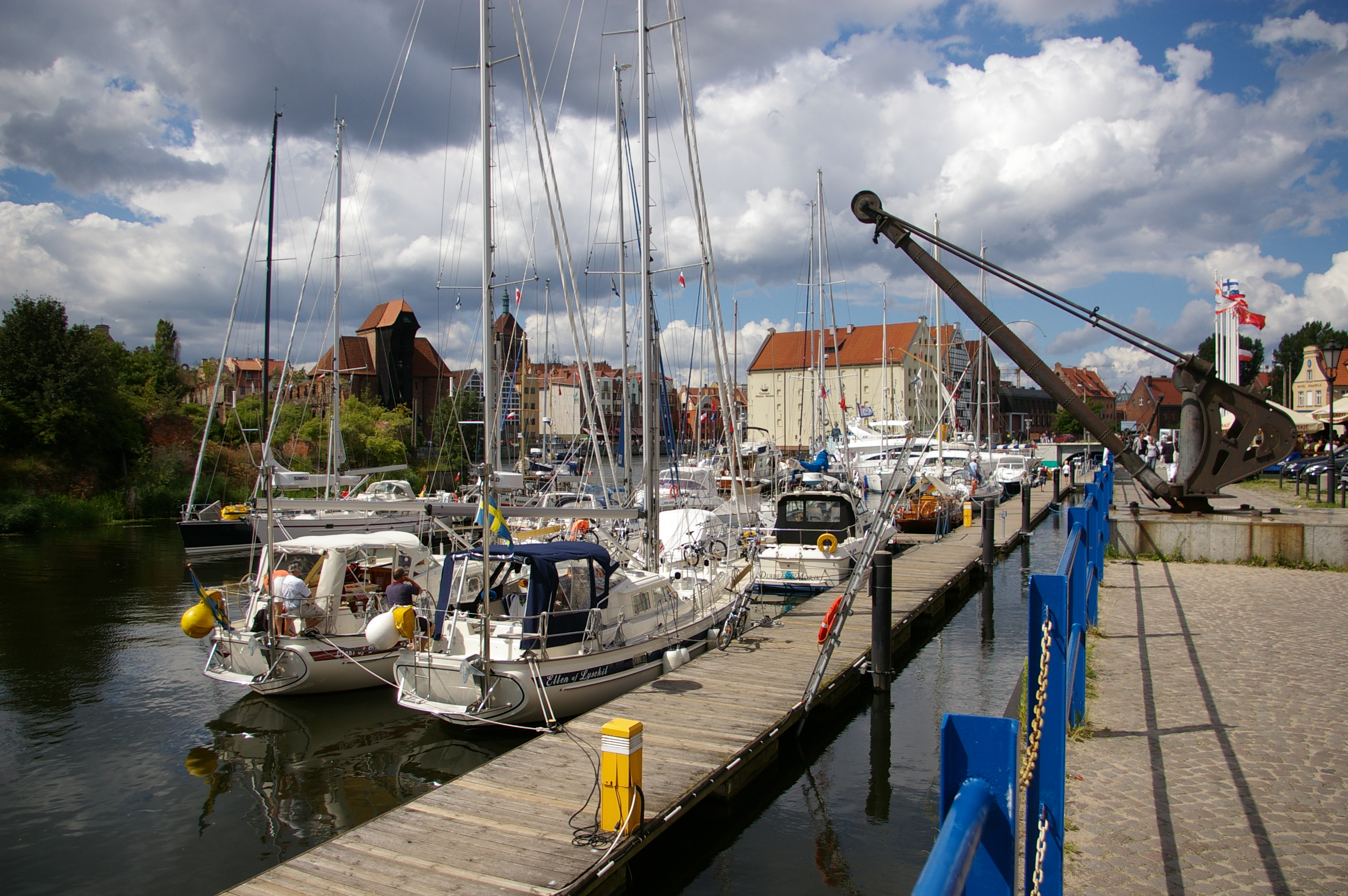
Marina widziana z ulicy i zabytkowe urządzenie dźwigowe
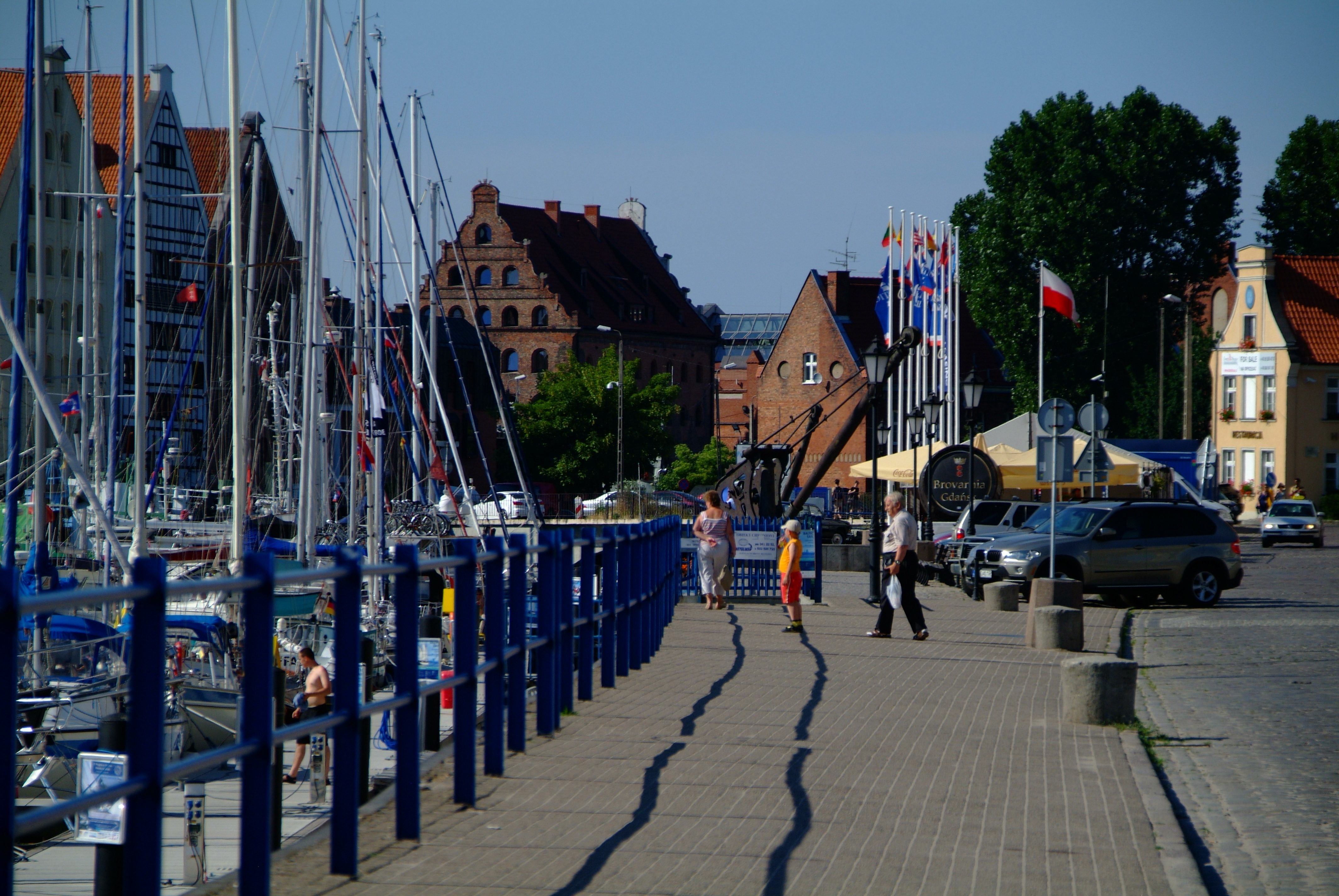
Widok w kierunku Ołowianki
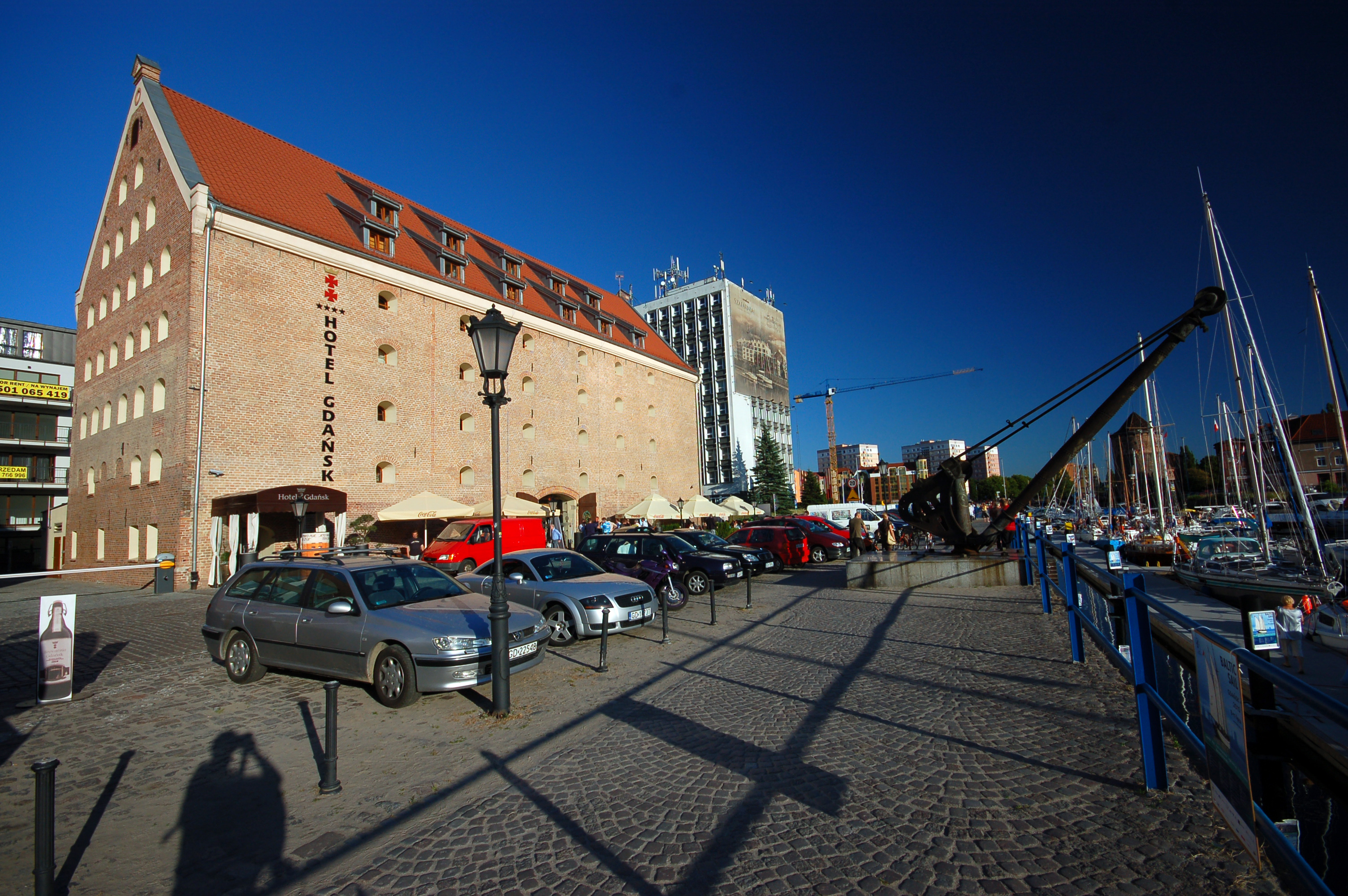
Widok w kierunku południowym, po lewej Nowa Pakownia
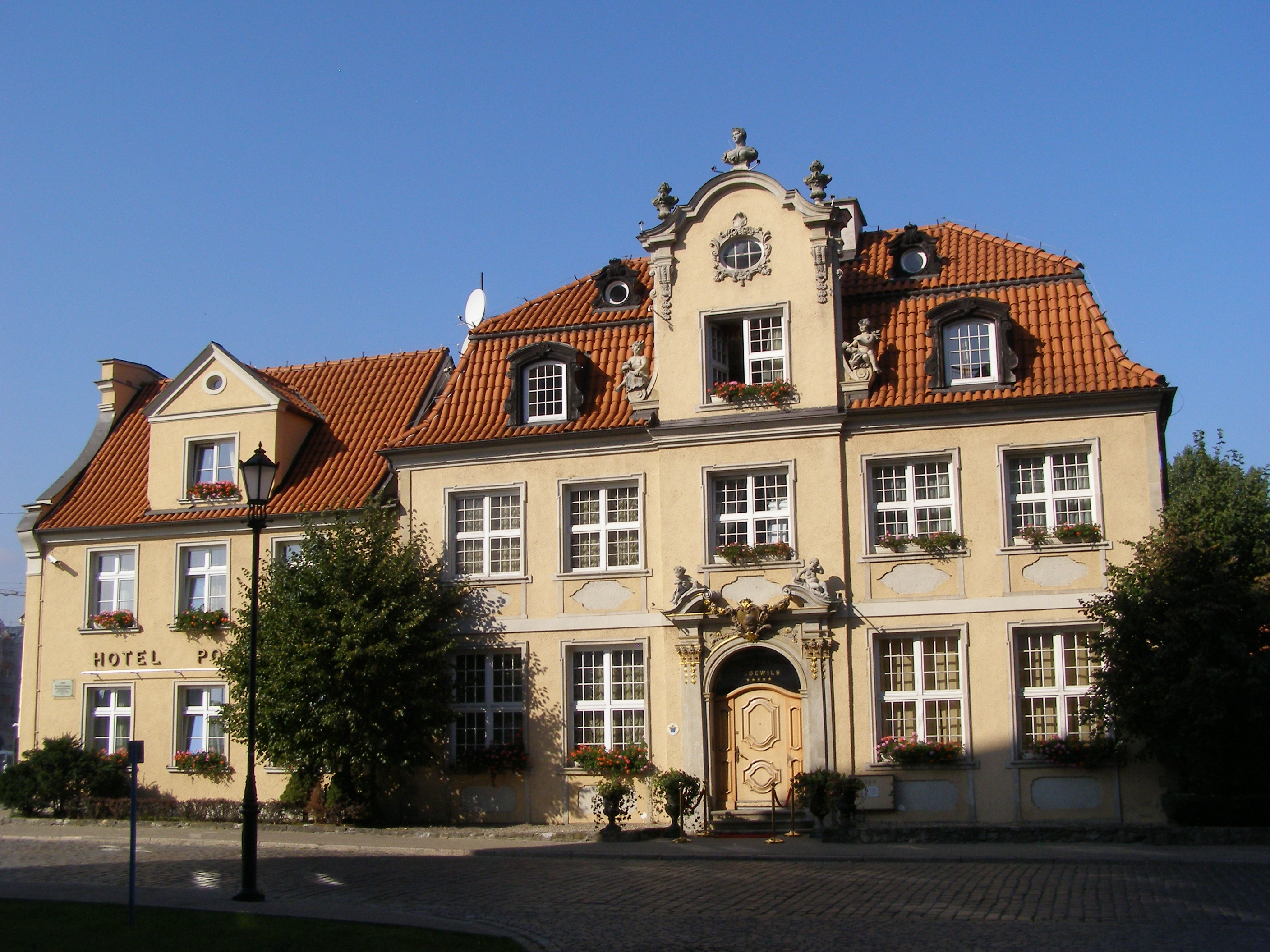
Dom Pod Murzynkiem